# Pontiac Fiero
Der Pontiac Fiero ist ein Sportwagen mit Mittelmotor, der von Juli 1983 bis März 1988 vom Automobilhersteller General Motors unter der Automobilmarke Pontiac in der gleichnamigen amerikanischen Stadt Pontiac hergestellt wurde.
Das Fahrzeug gab es in den Versionen 2M4 (steht für 2 Sitze, Mittelmotor, 4 Zylinder), 2M6, SE, GT, Formula. Vom Fiero wurden zwei Karosserievarianten gefertigt: das Notchback (Stufenheck) sowie das im Herbst 1986 eingeführte Fastback (Schrägheck). Alle Modelle hatten Klappscheinwerfer.
Motorisiert war er entweder mit einem 2,5-l-Vierzylinder-Motor mit 68 kW (auch Iron Duke genannt) oder einem 2,8-l-V6 mit elektronischer Einspritzung und 99 kW. Das Designteam um den türkischstämmigen Hulki Aldikacti konzipierte den Wagen zunächst als zweisitziges „commuter car“ mit geringem Kraftstoffverbrauch, was auf eine politische Entscheidung des GM- und Pontiac-Managements zurückzuführen war. Darauf beruhte auch die Verwendung des recht leistungsschwachen Vierzylinder-Motors, der auch mit einem Econo-Automatikgetriebe erhältlich war. Außerdem waren, je nach Baujahr, Schaltgetriebe mit vier oder fünf Gängen erhältlich. Der 2,8-l-V6 war ab dem Modelljahr 1985 erhältlich. Die meisten Fahrzeuge mit einem V6-Motor sind am Heckflügel zu erkennen.
Die besondere Herstellungsweise des Fiero war die Kombination eines Karosserieskeletts aus Stahl („Spaceframe“) mit aufgeschraubten Kunststoffpaneelen. Dafür wurde von General Motors in der Stadt Pontiac in Michigan eine neue Fabrik errichtet, die mit speziell für diesen Zweck entwickelten Maschinen arbeitete.
Durch diese Bauweise, die bis dahin bei Kleinwagen (Sachsenring Trabant) oder bei Sportwagen (Matra 530, Matra Bagheera) Anwendung fand, und den Mittelmotor konnte der Fiero als Basis für Ferrari-, Ford GT 40 und Lamborghini-Repliken genutzt werden. Auch wurden und werden von Enthusiasten häufig stärkere V6- und V8-Motoren in den Fiero eingebaut. Besonders oft wurden Motoren mit einem Hubraum von 3,1 Liter, 3,8 Liter (mit oder ohne Kompressor), der 3,4-Liter-DOHC-V6 von General Motors oder der Chevrolet-„Small-Block“-V8 mit 5,7 Litern Hubraum dazu genutzt. Von 1984 bis 1988 nutzte der US-amerikanische Automobilhersteller Zimmer den Fiero als Basis für sein Modell Quicksilver.
1984 war der Fiero das Sicherungsfahrzeug des Indianapolis-Rennens. Daher wurde im gleichen Jahr eine limitierte „Indy-Fiero“-Version angeboten.
Für das letzte Modelljahr 1988 wurden Radaufhängung und Federung überarbeitet. Wegen sinkender Umsatzzahlen, einiger Qualitätsprobleme, insbesondere Motorbrände des Modelljahrs 1984, zunehmender Konkurrenz durch den Sportwagen Toyota MR2 und stark steigenden Versicherungsprämien wurde der Fiero 1988 eingestellt.
Erst mit dem von 2005 bis 2009 produzierten Pontiac Solstice bot General Motors wieder einen sportlichen Zweisitzer an.

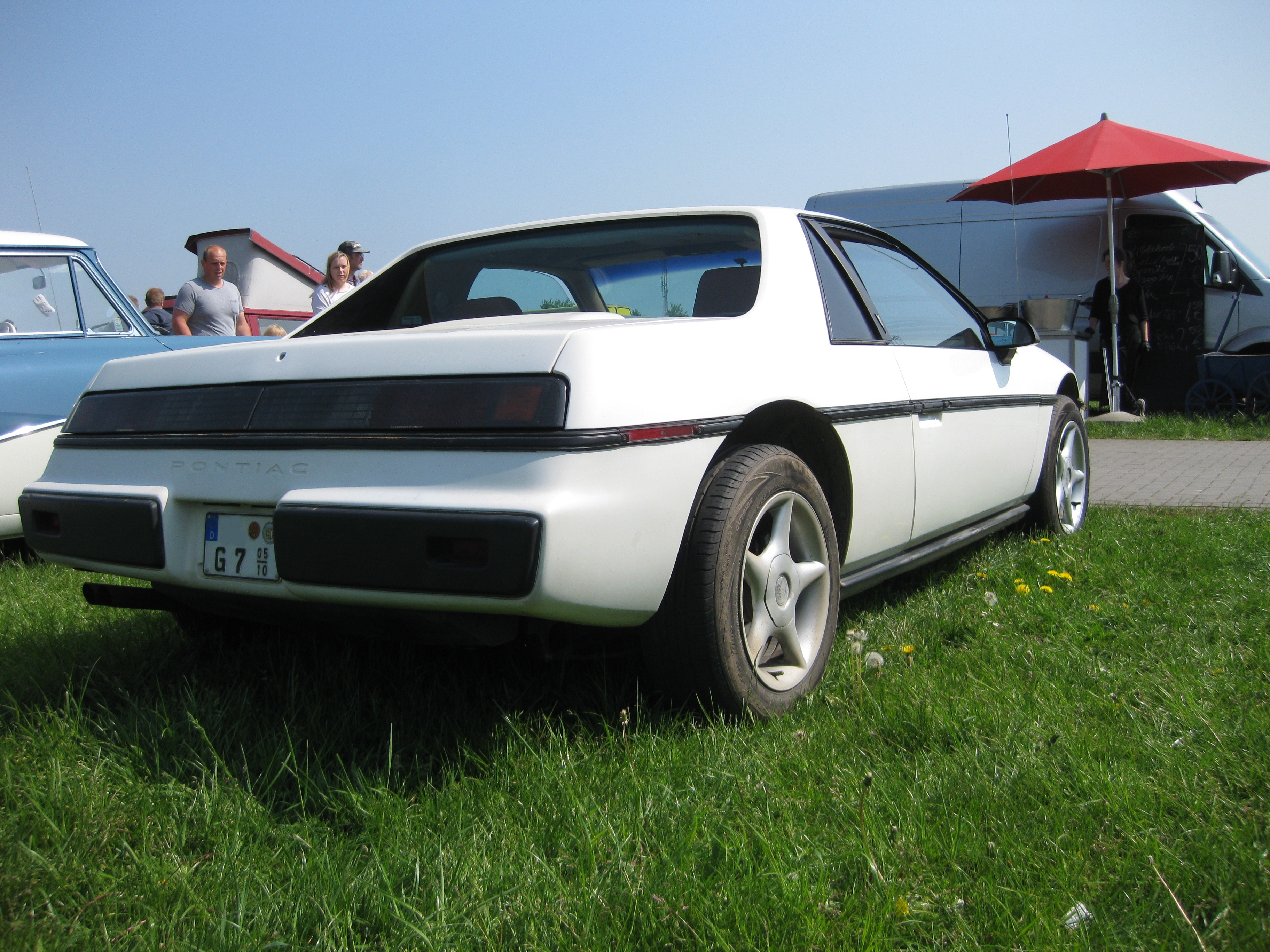
Heckansicht
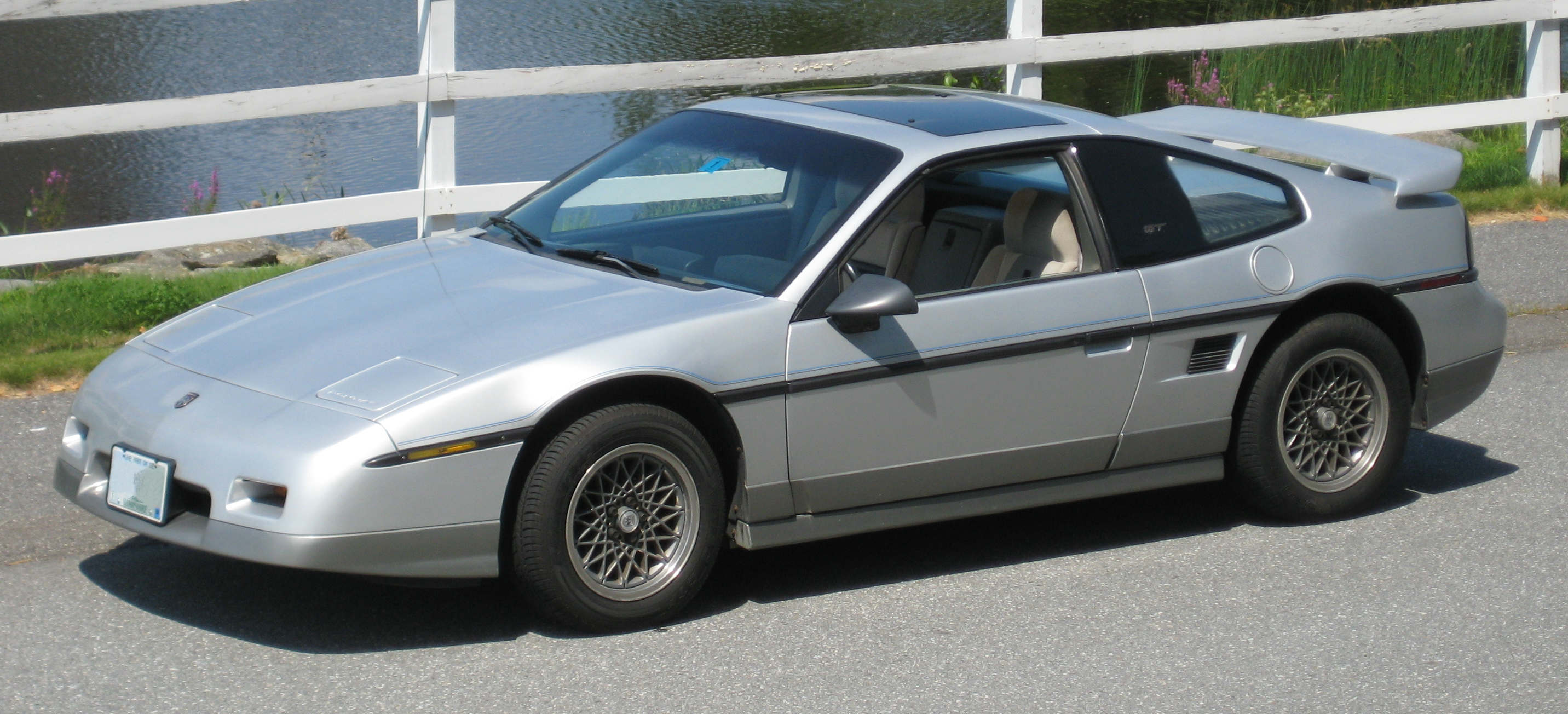
Pontiac Fiero GT Fastback (1987)
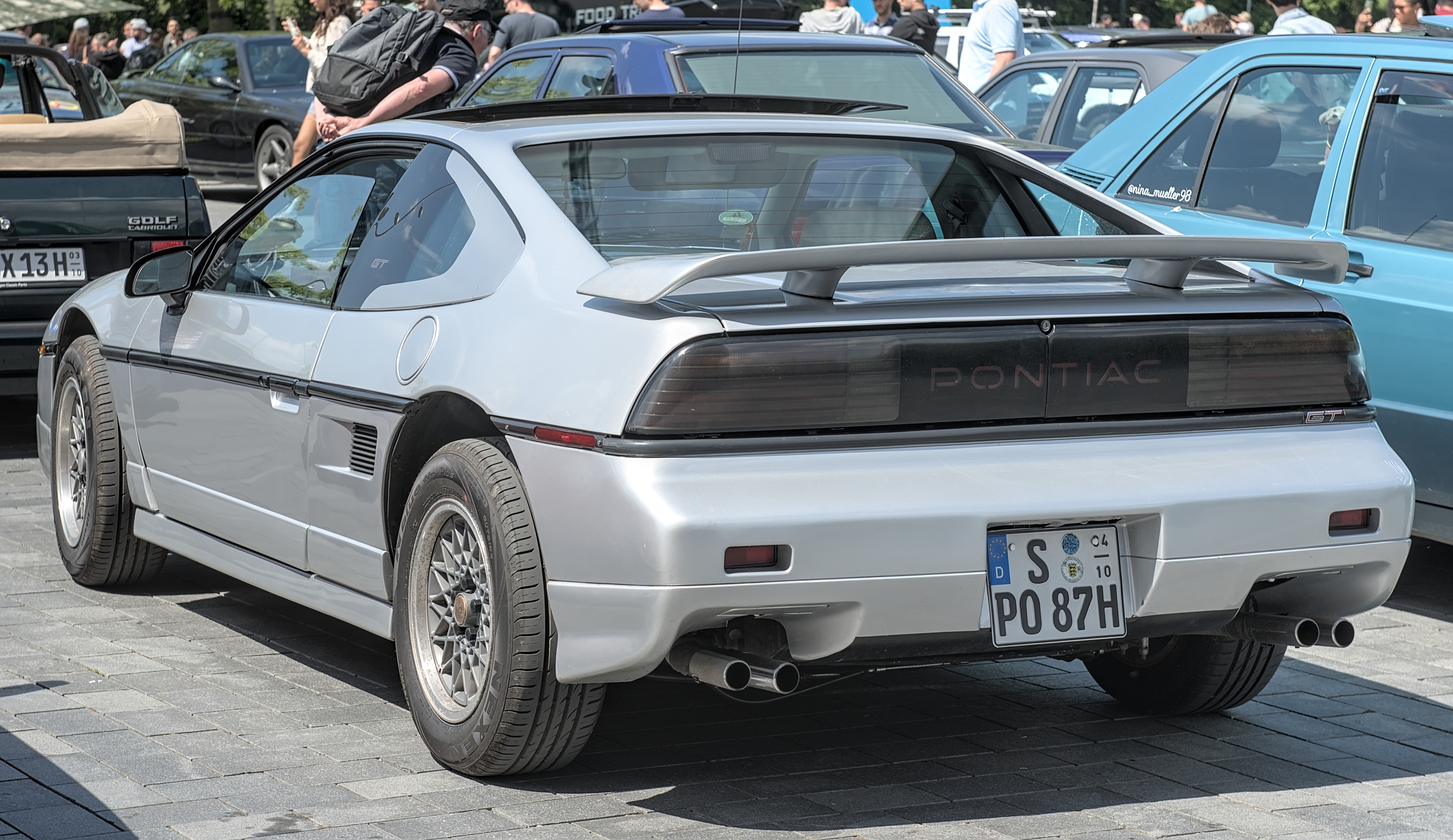
Heckansicht
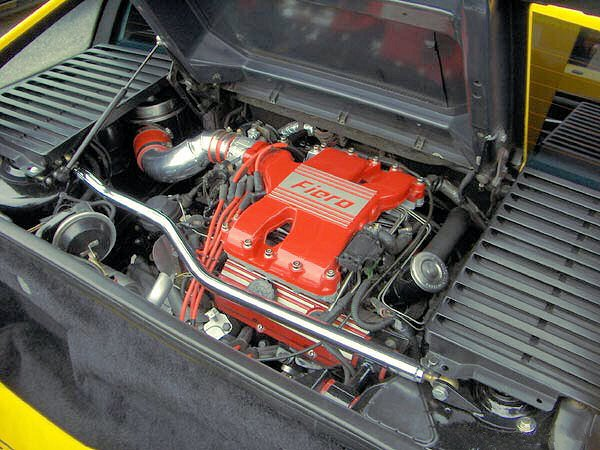
2,8-l-V6-Motor in einem Fiero GT